# Kurla
Kurla est un village de la Commune de Türi du Comté de Järva en Estonie.
Au 31 décembre 2011, il compte 33 habitants.